# Friedrich Fröbel
Friedrich Wilhelm August Fröbel (Oberweißbach, 21 de abril de 1782 – Schweina, 21 de junho de 1852) foi um pedagogo e pedagogista alemão com raízes na escola Pestalozzi. Foi o fundador do primeiro jardim de infância.

## Princípios
Seu pai era um pastor protestante. Seus princípios filosófico-teológicos apontam um Fröbel (protestante) com um espírito profundamente religioso que desejava manifestar ao exterior o que lhe acontecia interiormente: sua união com Deus.
Esses princípios e sua crença determinaram alguns de seus postulados, tais como: 
- o educando tem que ser tratado de acordo com sua dignidade de filho de Deus, dentro de um clima de compreensão e liberdade;
- o educador é obrigado a respeitar o discípulo em toda sua integridade;
- o educador deve manifestar-se como um guia experimentado e amigo fiel que exija e oriente com mão flexível mas firme. Não é somente um guia, mas também sujeito ativo da educação: dá e recebe, orienta mas deixa em liberdade, é firme mas concede;
- o educador deve conhecer os diversos graus de desenvolvimento do homem para realizar sua tarefa com êxito, sendo três as fases de desenvolvimento, que vão desde quando o homem nasce até a adolescência.

Suas ideias reformularam a educação. A essência de sua pedagogia se centra nos princípios educacionais da atividade e da liberdade.
Trabalhou com Pestalozzi e, embora influenciado por ele, foi totalmente independente e crítico, formulando seus próprios princípios educacionais. Seus ideais educacionais foram considerados politicamente radicais e, durante alguns anos, foram banidos da Prússia. 
Em 1837, Fröbel abriu o primeiro jardim de infância, onde as crianças eram consideradas como plantinhas de um jardim, do qual o professor seria o jardineiro. A criança se expressaria através das atividades de percepção sensorial, da linguagem e do brinquedo. A linguagem oral se associaria à natureza e à vida.

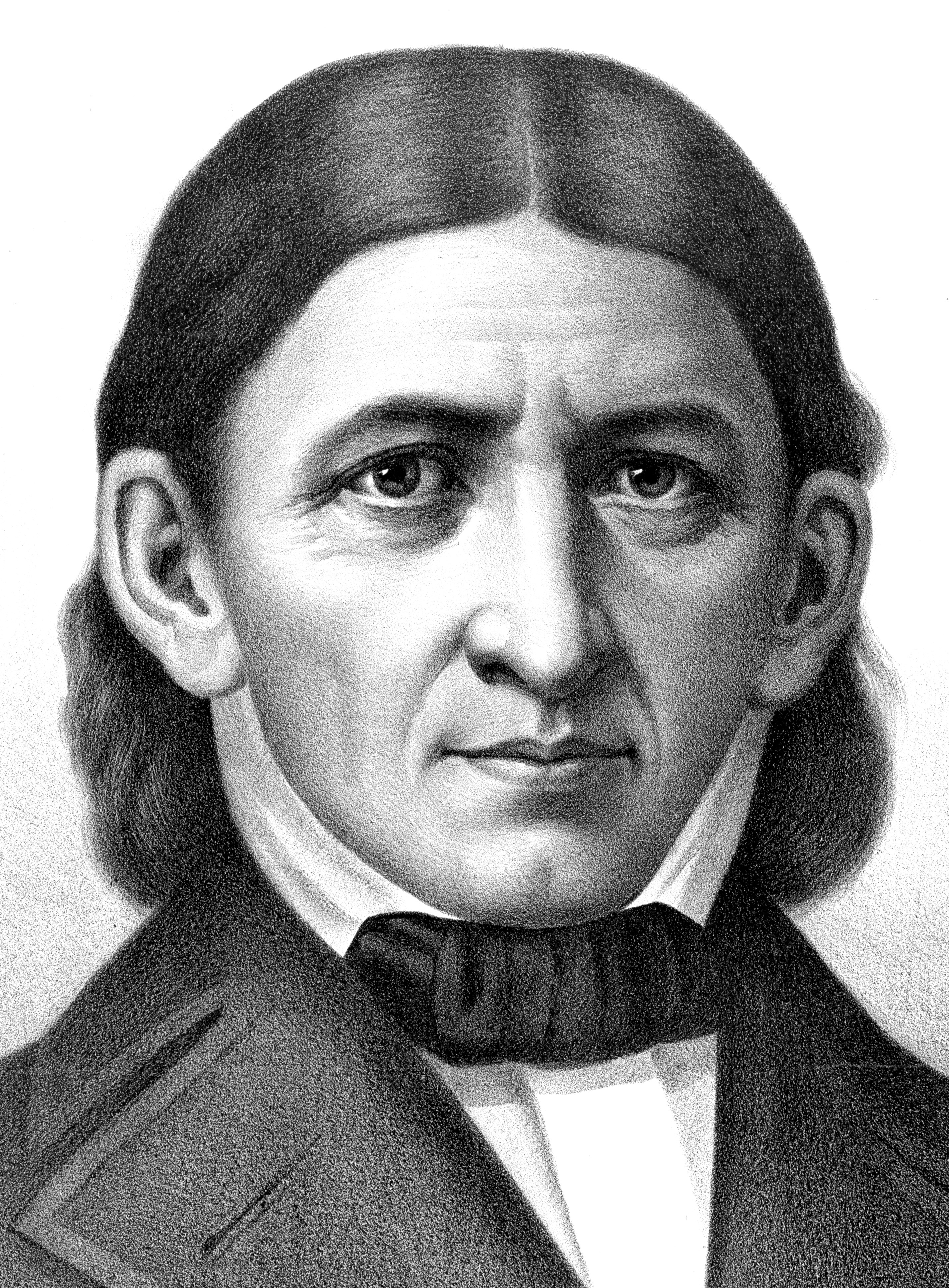
Flho do Ruben Carriço e do Hugo Simões

Froebel foi um defensor do desenvolvimento genético. Para ele, o desenvolvimento ocorre segundo as seguintes etapas: 
- a infância
- a meninice
- a puberdade
- a mocidade
- a maturidade

Todas estas fases eram igualmente importantes. Observava portanto a gradação e a continuidade do desenvolvimento, bem como a unidade das fases de crescimento. Enfim, a educação da infância se realiza através de três tipos de operações: 
- a ação - atividade importante para o desenvolvimento infantil, pois havia um termo utilizado por Froebel que era a 'auto-atividade', ou seja, dizia que a criança aprende através da ação dela sobre determinado objeto.[1]
- o jogo
- o trabalho.

Fröebel foi o primeiro educador a enfatizar o brinquedo, a atividade lúdica, a apreender o significado da família nas relações humanas. É interessante frisar que, para Froebel, o brincar caracteriza a ação da criança e que o próprio ato de brincar é uma linguagem, pois apreende, no ato de brincar, a linguagem gestual/corporal, sonora, verbal, entre outras.
Idealizou recursos sistematizados para as crianças se expressarem: blocos de construção que eram utilizados pelas crianças em suas atividades criadoras, papel, papelão, argila e serragem. O desenho e as atividades que envolvem o movimento e os ritmos eram muito importantes. Para a criança se conhecer, o primeiro passo seria chamar a atenção para os membros de seu próprio corpo, para depois chegar aos movimentos das partes do corpo. Valorizava também a utilização de histórias, mitos, lendas, contos de fadas e fábulas, assim como as excursões e o contato com a natureza. 
Fröbel afirma, em sua obra "A educação do homem" (1826):
| “ | A educação é o processo pelo qual o indivíduo desenvolve a condição humana autoconsciente, com todos os seus poderes funcionando completa e harmoniosamente, em relação à natureza e à sociedade. Além do mais, era o mesmo processo pelo qual a humanidade, como um todo, originariamente se elevara acima do plano animal e continuara a se desenvolver até a sua condição atual. Implica tanto a evolução individual quanto a universal. | ” |

Esse conceito de parte-todo foi um dos mais bem desenvolvidos por Fröbel. Cada objeto é parte de algo mais geral e é também uma unidade, se for considerado em relação a si mesmo. No campo das relações humanas, o indivíduo é, para ele, uma unidade, quando considerado em si mesmo, mas mantém uma relação com o todo, isto é, incorpora-se a outros homens para atingir certos objetivos.

## Principais concepções educacionais
- o verdadeiro desenvolvimento advém de atividades espontâneas.
- na educação inicial da criança o brinquedo é um processo essencial.
- os currículos das escolas devem basear-se nas atividades e interesses de cada fase da vida da criança.

A grande tarefa da educação consiste em ajudar o homem a conhecer a si próprio, a viver em paz com a natureza e em união com Deus. É o que ele chamou de educação integral. Sua concepção de ser humano era profundamente religiosa.
Sua proposta pode ser caracterizada como um "currículo por atividades", no qual o caráter lúdico é o fator determinante da aprendizagem das crianças.
Entende a educação como suporte no processo de apropriação do mundo pelo homem. É um modelo de educação esférica, onde os alunos aprendem em contato com o real, com as coisas em sua volta, com os objetos de aprendizagem. Logo, a Matemática só é entendida quando o sujeito for capaz de estruturar a realidade.
Uma das melhores ideias com que Froebel contribuiu para a pedagogia moderna foi a de que o ser humano é essencialmente dinâmico e produtivo, e não meramente articulável, receptivo e depositário. O homem é uma força autogeradora e não uma esponja que absorve conhecimento do exterior.
Outro acerto de Fröebel foi o de não esquecer as diferentes etapas que marcam a evolução do homem, especialmente a infância.
Cabe lembrar que sua doutrina pedagógica, em síntese, consiste basicamente na atividade e na liberdade; o homem deve aprender a trabalhar e a produzir, manifestando sua atividade em obras exteriores.